# عدد اویلر (فیزیک)
در جریان سیال عدد اویلر (به انگلیسی: Euler number) یک عدد بدون بعد است که نسبت نیروی فشار به نیروی اینرسی شناخته می‌شود و از فرمول زیر بدست می‌آید:
{\displaystyle {\frac {\Delta p/L}{\rho V^{2}/L}}={\frac {\Delta p}{\rho V^{2}}}}
که در آن
{\displaystyle \Delta p} تغییرات فشار،
{\displaystyle \rho } چگالی و
V سرعت سیال است.